# Julia Lalonde
Julia Lalonde (* 17. Dezember 1997) ist eine kanadische Schauspielerin.

## Karriere
Lalone tritt seit 2010 als Schauspielerin in Erscheinung, ihr Schaffen umfasst rund 20 Produktionen. 2018 spielte sie die Hauptrolle in dem Filmdrama Girl in the Bunker, das auf dem realen Fall der Entführung von Elizabeth Shoaf basiert, die zehn Tage lang von ihrem Entführer Vinson Filyaw in einem unterirdischen Bunker gefangen gehalten und mehrfach vergewaltigt wurde.

## Filmografie (Auswahl)
- 2010: Ghostly Encounters (Fernsehserie)
- 2013: Children Film Centre (Kurzfilm)
- 2013: Catch a Christmas Star (Fernsehfilm)
- 2014: Bergère (Kurzfilm)
- 2014: Heartland – Paradies für Pferde (Fernsehserie)
- 2014–2016: Odd Squad – Die Sondertruppe (Fernsehserie)
- 2015: Riley (Kurzfilm)
- 2016: Anne auf Green Gables (Fernsehfilm)
- 2017: L.M. Montgomery’s Anne of Green Gables: The Good Stars (Fernsehfilm)
- 2017: L.M. Montgomery’s Anne of Green Gables: Fire & Dew (Fernsehfilm)
- 2018: Girl in the Bunker
- 2018: Ransom (Fernsehserie)
- 2019: Resolve (Kurzfilm)
- 2017–2019: Amélie et Compagnie
- 2019–2020: Eaux Turbulentes (Miniserie)
- 2020: Mrs. America (Miniserie)
- 2021: Evil Stepmom (Fernsehfilm)
- 2022: Zik (Fernsehserie)
- 2022–2023: The Lake: Der See (Fernsehserie)
- 2023: Macy Murdoch (Fernsehserie)